# Nunciella granulata
Nunciella granulata is een hooiwagen uit de familie Triaenonychidae.